# Убойный отдел (телесериал, 1993)
«Убо́йный отде́л» (англ. Homicide: Life on the Street) — американский детективный телевизионный сериал, созданный Полом Аттанасио. Исполнительные продюсеры — Том Фонтана и Барри Левинсон.

## Сюжет
Телесериал рассказывает о полицейских Балтимора, работающих в отделе по расследованию убийств. Одной из двух смен отдела по расследованию убийств полиции Балтимора руководит лейтенант Эл Джиарделло (Яфет Котто). Всё начинается с того, что в отдел приходит новичок Тим Бейлис (Кайл Секор), в прошлом работавший в охране мэра города. Его напарником становится Фрэнк Пэмблтон (Андре Брауэр). Вместе со своими коллегами, детективами Стивом Кросетти (Джон Полито), Мелдриком Льюисом (Кларк Джонсон), Бо Фелтоном (Дэниэл Болдуин), Кей Хоуард (Мелисса Лео), Стэнли Боландером (Нед Битти) и Джоном Манчем (Ричард Белзер), им приходится иметь дело как с убийствами, совершёнными на бытовой почве, так и с профессиональными преступниками и серийными убийцами. Одновременно с этим развивается личная жизнь главных персонажей телесериала.

## В ролях
- Ричард Белзер — детектив Джон Манч (1-7 сезоны)
- Яфет Котто — лейтенант Эл Джиарделло (1-7 сезоны)
- Кайл Секор — детектив Тим Бейлис (1-7 сезоны)
- Кларк Джонсон — детектив Мелдрик Льюис (1-7 сезоны)
- Андре Брауэр — детектив Фрэнк Пемблтон (1-6 сезоны)
- Мелисса Лео — детектив / сержант Кей Хоуард (1-5 сезоны)
- Дэниэл Болдуин — детектив Бо Фелтон (1-3 сезоны)
- Нед Битти — детектив Стэнли Боландер (1-3 сезоны)
- Джон Полито — детектив Стив Кросетти (1-2 сезоны)
- Изабелла Хофман — лейтенант / капитан / детектив Меган Рассерт (3-5 сезоны)
- Рид Даймонд — детектив Майк Келлерман (4-6 сезоны)
- Макс Перлих — Джей Эйч Броди (4-5 сезоны)
- Питер Джерети — детектив Стюарт Гарти (4-7 сезоны)
- Мишель Форбс — Джулиана Кокс (5-6 сезоны)
- Джон Седа — детектив Пол Фалзон (5-7 сезоны)
- Тони Льюис — детектив Терри Стайверс (5-7 сезоны)
- Келли Торн — детектив Лора Баллард (6-7 сезоны)
- Джанкарло Эспозито — агент Майк Джиарделло (7 сезон)
- Майкл Мишель — детектив Рене Шепард (7 сезон)

### Приглашённые актёры
- Стив Бушеми — Гордон Пратт, подозреваемый в вооружённом нападении на детективов Манча, Хоуард, Фелтон и Боландер (3 сезон, 14 серия)
- Робин Уильямс — мистер Элисон, муж убитой Кэтрин Элисон (2 сезон, 1 серия)
- Джей Лено — камео (4 сезон, 8 серия)
- Крис Рок — Карвер Дуле, обвиняемый в убийстве Джанел Парсонс (4 сезон, 18 серия)
- Чарльз С. Даттон — Элайдже Сембер, обвиняемый в убийстве Дугласа во время беспорядков (5 сезон, 3 серия)
- Розанна Аркетт — Кэролайн, жена Джека Уидмера убитого в баре (5 сезон, 7 серия)
- Нил Патрик Харрис — Алан Шэк, наниматель квартиры, причастный к убийству Ника Болантера (5 сезон, 16 серия)
- Эди Фалко — Ева, жена Криса Тормана, тяжело раненого в голову полицейского, друга Кросетти (1 сезон, 3 серия; 5 сезон, 18 серия)
- Луис Гусман — столяр, сосед Боландера, изготовивший дома гроб (1 сезон, 3 серия)
- Винсент Д’Онофрио — Джон Лэнг. Д’Онофрио получил номинацию на премию «Эмми» в категории Лучший приглашённый актёр в драматическом телесериале[1].
- Джерри Стиллер
- Дж. К. Симмонс
- Элайджа Вуд

## Создание и телепоказ
Основой сценария стала документальная книга Дэвида Саймона Homicide: A Year on the Killing Streets. Саймон участвовал и в написании сценария для многих серий. Барри Левинсон, выступивший как исполнительный продюсер, стал режиссёром двух серий. Первый сезон, показанный в январе-марте 1993 года, не имел большого успеха, поэтому съёмка второго сезона была под вопросом. Однако популярность сериала «Полиция Нью-Йорка» (NYPD Blue) подняла интерес к полицейским сериалам, и «Убойный отдел» был продолжен. Всего вышло 122 серии (7 сезонов). Заключительная серия была показана 21 мая 1999 года. Сюжет «Убойного отдела» четыре раза пересекался с сюжетом другого популярного сериала — «Закон и порядок». Три раза из этих четырёх дело начиналось в Нью-Йорке, где происходит действие «Закона и порядка», а затем перемещалось в Балтимор. Более того, детектив Джон Манч, которого играет Ричард Белзер, после закрытия «Убойного отдела» стал постоянным персонажем «Закона и порядка», точнее, его ответвления — «Закон и порядок: специальный корпус» (Law & Order: Special Victims Unit). Также Манч в исполнении Белзера появлялся и в других сериалах, в том числе в «Секретных материалах». 13 февраля 2000 года вышел сделанный для телевидения фильм Жана де Сегонзака «Убойный отдел. Фильм». Это было непосредственное продолжение телесериала и стало его финалом.

## Награды и номинации[2]
| Год  | Ассоциация                               | Категория                                                                | Номинации                                  | Результат |
| ---- | ---------------------------------------- | ------------------------------------------------------------------------ | ------------------------------------------ | --------- |
| 1993 | Прайм-таймовая премия «Эмми»             | «Лучшая приглашённая актриса в драматическом телесериале»                | Gwen Verdon                                | Номинация |
| 1993 | Прайм-таймовая премия «Эмми»             | Outstanding Individual Achievement in Directing in a Drama Series        | Barry Levinson                             | Победа    |
| 1993 | Прайм-таймовая премия «Эмми»             | Outstanding Individual Achievement in Graphic Design and Title Sequences | Mark Pellington                            | Номинация |
| 1993 | Прайм-таймовая премия «Эмми»             | Outstanding Individual Achievement in Writing in a Drama Series          | Tom Fantana                                | Победа    |
| 1994 | Премия Пибоди                            | N/A                                                                      | Homicide: Life on the Street               | Победа    |
| 1994 | Прайм-таймовая премия «Эмми»             | «Лучший приглашённый актёр в драматическом телесериале»                  | Robin Williams                             | Номинация |
| 1995 | Viewers for Quality Television           | Best Actor in a Quality Drama Series                                     | Andre Braugher                             | Победа    |
| 1996 | NAACP Image Award                        | Outstanding Drama Series                                                 | Homicide: Life on the Street               | Номинация |
| 1996 | NAACP Image Award                        | Outstanding Lead Actor in a Drama Series                                 | Andre Braugher                             | Номинация |
| 1996 | NAACP Image Award                        | Outstanding Lead Actor in a Drama Series                                 | Yaphet Kotto                               | Номинация |
| 1996 | Премия Пибоди                            | N/A                                                                      | Homicide: Life on the Street               | Победа    |
| 1996 | Прайм-таймовая премия «Эмми»             | Outstanding Casting for a Series                                         | Louis DiGiaimo, Pat Moran, Brett Goldstein | Номинация |
| 1996 | Прайм-таймовая премия «Эмми»             | «Лучшая приглашённая актриса в драматическом телесериале»                | Lily Tomlin                                | Номинация |
| 1996 | Прайм-таймовая премия «Эмми»             | Премия «Эмми» за лучшую мужскую роль в драматическом телесериале         | Andre Braugher                             | Номинация |
| 1996 | Премия Ассоциации телевизионных критиков | TCA Award for Program of the Year                                        | Homicide: Life on the Street               | Победа    |
| 1996 | Премия Ассоциации телевизионных критиков | Премия Ассоциации телевизионных критиков за личные достижения в драме    | Homicide: Life on the Street               | Победа    |
| 1996 | Viewers for Quality Television           | Best Quality Drama Series                                                | Homicide: Life on the Street               | Победа    |
| 1997 | NAACP Image Award                        | Outstanding Drama Series                                                 | Homicide: Life on the Street               | Номинация |
| 1997 | NAACP Image Award                        | Outstanding Lead Actor in a Drama Series                                 | Andre Braugher                             | Номинация |
| 1997 | NAACP Image Award                        | Outstanding Lead Actor in a Drama Series                                 | Yaphet Kotto                               | Номинация |
| 1997 | Прайм-таймовая премия «Эмми»             | Outstanding Casting for a Series                                         | Louis DiGiaimo, Pat Moran, Brett Goldstein | Номинация |
| 1997 | Прайм-таймовая премия «Эмми»             | «Лучшая приглашённая актриса в драматическом телесериале»                | Anne Meara                                 | Номинация |
| 1997 | Премия Спутник                           | Best Actor — Television Series Drama                                     | Andre Braugher                             | Номинация |
| 1997 | Премия Спутник                           | Лучший телевизионный сериал — драма                                      | Homicide: Life on the Street               | Номинация |
| 1997 | Премия Ассоциации телевизионных критиков | личные достижения в драме                                                | Andre Braugher                             | Победа    |
| 1997 | Премия Ассоциации телевизионных критиков | Outstanding Achievement in Drama                                         | Homicide: Life on the Street               | Победа    |
| 1997 | Премия Ассоциации телевизионных критиков | Program of the Year                                                      | Homicide: Life on the Street               | Номинация |
| 1997 | Премия Молодой актёр                     | Best Performance in a Drama Series — Guest Starring Younger Actor        | Elijah Wood                                | Номинация |
| 1998 | NAACP Image Award                        | Outstanding Lead Actor in a Drama Series                                 | Andre Braugher                             | Номинация |
| 1998 | NAACP Image Award                        | Outstanding Lead Actor in a Drama Series                                 | Yaphet Kotto                               | Номинация |
| 1998 | NAACP Image Award                        | N/A                                                                      | Homicide: Life on the Street               | Победа    |
| 1998 | Прайм-таймовая премия «Эмми»             | Outstanding Casting for a Series                                         | Louis DiGiaimo, Pat Moran, Brett Goldstein | Победа    |
| 1998 | Прайм-таймовая премия «Эмми»             | «Лучший приглашённый актёр в драматическом телесериале»                  | Charles Durning                            | Номинация |
| 1998 | Прайм-таймовая премия «Эмми»             | «Лучший приглашённый актёр в драматическом телесериале»                  | Vincent D’Onofrio                          | Номинация |
| 1998 | Прайм-таймовая премия «Эмми»             | «Лучшая приглашённая актриса в драматическом телесериале»                | Alfre Woodard                              | Номинация |
| 1998 | Прайм-таймовая премия «Эмми»             | Премия «Эмми» за лучшую мужскую роль в драматическом телесериале         | Andre Braugher                             | Победа    |
| 1998 | Прайм-тайм премия «Эмми»                 | Outstanding Writing for a Drama Series                                   | James Yoshimura                            | Номинация |
| 1998 | Премия Спутник                           | Лучший телевизионный сериал — драма                                      | Homicide: Life on the Street               | Номинация |
| 1998 | Премия Ассоциации телевизионных критиков | Премия Ассоциации телевизионных критиков за личные достижения в драме    | Andre Braugher                             | Победа    |
| 1998 | Премия Ассоциации телевизионных критиков | Outstanding Achievement in Drama                                         | Homicide: Life on the Street               | Победа    |
| 1998 | Viewers for Quality Television           | Best Actor in a Quality Drama Series                                     | Andre Braugher                             | Номинация |
| 1998 | Viewers for Quality Television           | Best Supporting Actor in a Quality Drama Series                          | Kyle Secor                                 | Номинация |
| 1998 | Viewers for Quality Television           | Best Quality Drama Series                                                | Homicide: Life on the Street               | Номинация |
| 1999 | GLAAD Media Awards                       | Outstanding Drama Series                                                 | Homicide: Life on the Street               | Номинация |
| 1999 | NAACP Image Award                        | Outstanding Drama Series                                                 | Homicide: Life on the Street               | Номинация |
| 1999 | NAACP Image Award                        | Outstanding Lead Actor in a Drama Series                                 | Andre Braugher                             | Номинация |
| 1999 | NAACP Image Award                        | Outstanding Lead Actor in a Drama Series                                 | Yaphet Kotto                               | Номинация |
| 1999 | NAACP Image Award                        | Outstanding Supporting Actor in a Drama Series                           | Giancarlo Esposito                         | Номинация |
| 1999 | NAACP Image Award                        | Outstanding Supporting Actor in a Drama Series                           | Clark Johnson                              | Номинация |
| 1999 | NAACP Image Award                        | Outstanding Supporting Actor in a Drama Series                           | Toni Lewis                                 | Номинация |
| 1999 | Прайм-тайм премия «Эмми»                 | Outstanding Directing for a Drama Series                                 | Edwin Sherin                               | Номинация |
| 1999 | Премия Ассоциации телевизионных критиков | Outstanding Achievement in Drama                                         | Homicide: Life on the Street               | Номинация |
| 2000 | NAACP Image Award                        | Outstanding Lead Actress in a Drama Series                               | Michael Michele                            | Номинация |

- 1998 — премия Пибоди
- 1999 — Гуманитарная премия сценаристам Ти Джей Инглишу, Джули Мартин и Дэвиду Саймону
- 2005 — премия «Эдгар» (специальный приз) Тому Фонтане за участие в создании нескольких детективных телесериалов, в том числе «Убойного отдела»